# Martin Hunger
Martin Karl Hunger (* 1. September 1893 in Königstein (Sächsische Schweiz); † 13. Oktober 1986 in Mendoza, Argentinien) war ein deutscher Maler, der sich der Landschaftsmalerei, dem Stillleben und der religiösen Malerei verschrieb.

## Leben
Martin Hunger wurde in Königstein/Sächsische Schweiz geboren und wuchs in Wellerswalde im nördlichen Sachsen auf. In der Zeit des Ersten Weltkrieges arbeitete er als Bäcker. Nach dem Ersten Weltkrieg machte er in Jena und an der Berliner Kunstschule eine akademische Ausbildung in Malerei. Von 1922 bis 1936 war er Prediger der Internationalen Missionsgesellschaft der Siebenten-Tags-Adventisten, Reformationsbewegung, zeitweise zog er als Reiseprediger durch Deutschland, Estland, Litauen und die Schweiz. 1927 heiratete er Johanna Fink, die in der Schweiz wohnte. 1929 kamen sie mit Sohn Daniel (* 1928) nach Frankenbach, das heutzutage ein Stadtteil Heilbronns ist. Dort wurden 1939 Tochter Adelheid und 1944 Sohn Gerhard geboren. In den Kriegsjahren hatte er unter dem Naziregime zu leiden, seine Glaubensgemeinschaft war verboten. Von 1936 bis 1945 widmete sich Hunger stark der Malerei. Außerdem war er einige Jahre als Luftschutzwart in Frankenbach tätig.
Nach dem Zweiten Weltkrieg arbeitete er wieder als Reiseprediger. 1953 wanderte Hunger mit seiner Familie nach Argentinien aus und gründete in Mendoza eine Gemeinde. Dort zeigte er gleich eine Ausstellung seiner Bilder. Hunger widmete sich stark der religiösen Malerei. Seine biblischen Darstellungen wurden weltweit in Reform-Adventistengemeinden zu Unterrichtszwecken verwendet. Außerdem gab er Kunstunterricht und hielt Vorträge. Er spielte Violine und beschäftigte sich mit Astronomie. 1986 starb Martin Hunger im Alter von 93 Jahren in Mendoza, Argentinien.
Am 25. Juli 2011 fand im alten Frankenbacher Rathaus eine Veranstaltung statt, an der auch Hungers Kinder Gerhard und Adelheid sowie weitere Verwandte des Malers aus Portugal, den USA und Argentinien teilnahmen. Auf dieser Veranstaltung wurden das Leben und Werk gewürdigt und zehn Bilder des Malers gezeigt.